# Fusil Tipo 30
El Arisaka Tipo 30 o Carabina de Infantería Arisaka Año 30 Meiji (三十年式歩兵銃; Sanjyuu-nen-shiki hoheijyuu) fue el fusil estándar del Ejército Imperial Japonés desde 1897 (el año 30 de la Restauración Meiji, de allí su designación) hasta 1905.

## Historia y desarrollo
El Ejército Imperial Japonés inició el desarrollo de un nuevo fusil en diciembre de 1895 para reemplazar al fusil Murata, que había estado en servicio desde 1880. El proyecto estuvo a cargo del Arsenal de Koishikawa en Tokio bajo la dirección del Coronel Nariakira Arisaka, siendo el primer fusil de la familia Arisaka que serían empleados durante la Segunda Guerra Mundial.
El Tipo 30 fue el primer fusil en emplear el cartucho 6,5 x 50 Arisaka. El alza podía ajustarse hasta 2.000 m. Además del fusil estándar hubo una versión carabina, con una longitud de 962 mm, destinada a la Caballería y otras tropas que necesitasen un arma más corta o ligera. Su alza podía ajustarse hasta 1.500 m. El prototipo fue llamado "Fusil Tipo 29" y tras ser mejorado, fue designado como "Tipo 30". Entró en producción en 1899. Se le podía montar la Bayoneta Tipo 30.
El Tipo 30 fue empleado por tropas japonesas de primera línea en la guerra ruso-japonesa. A pesar de que era una gran mejora respecto al fusil Tipo 22, tenía algunos problemas de fiabilidad y seguridad. A partir de la experiencia de combate, en 1905 se introdujo una versión mejorada, el Fusil Tipo 38, aunque no todas las unidades recibieron la nueva versión y en consecuencia el Ejército Imperial Japonés tuvo en servicio una mezcla de modelos en la Primera Guerra Mundial e incluso la Segunda Guerra Mundial.
Además de Japón, el Tipo 30 fue suministrado a numerosos países durante y después de la Primera Guerra Mundial. El usuario más habitual fue el Imperio ruso, que ordenó 600.000 fusiles Arisaka, de los cuales por lo menos la mitad eran fusiles y carabinas Tipo 30.
A inicios de la Primera Guerra Mundial, Gran Bretaña ordenó fusiles y carabinas Tipo 30 y Tipo 38 a Japón como una solución temporal hasta que se incremente la producción de fusiles Lee-Enfield. Algunos de estos fusiles fueron suministrados a la Royal Navy, así como a las fuerzas árabes que luchaban con Thomas Edward Lawrence. La mayoría de estas armas (fusiles Tipo 30 y Tipo 38) fueron entregadas a Rusia en 1916, que necesitaba armas con urgencia. A su vez, Rusia también compró a Japón varios millares más de fusiles y carabinas Tipo 30, Tipo 38 y fusiles Tipo 35. Muchos de estos fusiles fueron abandonados en Finlandia o capturados a comunistas finlandeses en la guerra civil finlandesa, ya que la Unión Soviética los había equipado con fusiles Arisaka. Más tarde Finlandia entregó algunos de estos fusiles a Estonia, que a su vez recibió otros más de diversas fuentes. Más tarde Estonia recalibró algunos fusiles o todos ellos para emplear el cartucho .303 British, ya que Gran Bretaña le había suministrado a Estonia ametralladoras Vickers y fusiles Pattern 1914. La Legión Checoslovaca que luchó en la guerra civil rusa también estuvo armada con fusiles Arisaka, inclusive el Tipo 30.

## Variantes
La principal versión de producción principal era un fusil de cañón largo, pero versiones carabina estuvieron disponibles para la caballería y tropas montadas.

### Carabina Tipo 30
La carabina Tipo 30 o fusil de Caballería (三十年式騎銃(三十年式騎兵銃) Sanjū-nen-shiki kijū (Sanjū-nen-shiki kiheijū)?) es una versión modificada que tiene 300 mm menos que el modelo de Infantería (su cañón tiene una longitud de 480 mm respecto a los 790 mm del modelo estándar). La versión de Caballería no tenía bayoneta. Además de su cañón y culata más cortos que los del fusil de infantería estándar, su cañón no tenía cubierta protectora, su alza estaba graduada hasta 1.500 m (en comparación de los 2.000 m del alza del fusil), su punto de mira estaba protegido por dos orejetas, el retén del cerrojo tenía ligeras modificaciones y las anillas de la correa portafusil fueron cambiadas al lado izquierdo de la carabina para evitar que el mango del cerrojo haga presión sobre la espalda del soldado de Caballería. La versión de preproducción no tenía bayoneta.

### Fusil Tipo 30 de entrenamiento
Entre 1905 y 1921, aproximadamente 10.000 fusiles fueron transformados en fusiles de entrenamiento que disparan cartuchos de fogueo. Se eliminaron las estrías del ánima del cañón para que sea de ánima lisa y se borraron la mayoría de marcajes del cajón de mecanismos, incluso el Crisantemo Imperial. En su lugar se estamparon los caracteres 空 放 銃, que significan "fusil de fogueo".

### Arisaka manchú
El "Arisaka manchú" tiene su origen en un contrato chino para el fusil Tipo 30. Como se desconoce su designación militar china, los coleccionistas de armas lo bautizaron con este nombre. Se sabe de la existencia de dos versiones, las cuales son llamadas según los marcajes en chino de sus cajones de mecanismos: Kuang-Hsu del año 29 (光绪二十九年製) y Kuang-Hsu del año 31 (光绪三十一年製). En lugar del Crisantemo Imperial japonés, su recámara tiene estampado un dragón enroscado que representa el reino de los emperadores manchúes. Fue llamado así en honor a Kuang-Hsu, el emperador de China en aquel entonces y a los años de su reinado en los que fueron producidos (29 y 31 respectivamente). Aunque el nombre de Kuang-Hsu aparece en el fusil, la verdadera persona detrás del contrato de estos fusiles en Japón fue el General Yuan Shikai. Se sabe muy poco sobre estos fusiles, ya que de los aproximadamente 31.000 fusiles solo han sobrevivido unos cuantos y la mayoría de éstos son fusiles muy desgastados importados a Estados Unidos desde China en la década de 1980.

### Copia de la carabina Tipo 30 del norte de China
En China se fabricó una copia relativamente tosca de la carabina Tipo 30 japonesa, para equipar a las tropas de los estados títeres de Japón. Se cree que fue principalmente fabricada en la ciudad de Tientsin, las principales diferencias entre esta carabina y la Tipo 30 japonesa es que la copia disparaba el cartucho 7,92 x 57 Mauser y tenía la culata y el guardamanos hechos de una sola pieza de madera, al contrario de las piezas separadas que empleaban los japoneses. La recámara tiene estampada una flor de cerezo en lugar del habitual Crisantemo Imperial de los fusiles japoneses, además de los caracteres japoneses 北支一九式 que se traducen como "Norte de China Tipo 19". El 19 puede significar el decimonoveno año de la Era Shōwa, o 1944. Se desconoce su designación militar. Para incrementar la confusión, existe otra carabina "Norte de China Tipo 19" basada en el fusil Tipo 38.

### Fusil naval Tipo 35
Fue desarrollado a partir del Tipo 30 y suministrado en pequeñas cantidades como Tipo 35 (1902). Kijirō Nambu le hizo unas modificaciones menores que supuestamente solucionarían algunos de los defectos del Tipo 30, como transformar el alza de deslizante a "desplegable" (扇転式 ōten shiki?) y agregando una cubierta protectora (遊底覆 yūteifuku?). Al contrario del Tipo 38, la tosca cubierta no estaba conectada al cerrojo y debía moverse manualmente antes y después de disparar. Sin embargo, el diseño modificado fue incapaz de superar las desventajas del Tipo 30 y fue sobrepasado por el fusil Tipo 38. Las unidades producidas fueron transferidas a la Armada Imperial Japonesa.

## Usuarios
Además de Japón, el Tipo 30 fue suministrado a la Royal Navy antes de la Primera Guerra Mundial bajo la Alianza anglo-japonesa. Los británicos suministraron algunos de estos fusiles a Rusia como asistencia militar, llegando algunos a Estonia y Finlandia.
- Imperio del Japón[14][15]
- Checoslovaquia: empleado por la Legión Checoslovaca durante la guerra civil rusa.[16]
- Ejército Popular de Liberación: Capturados a los japoneses durante la segunda guerra sino-japonesa.
- España[17]
- Estonia: La mayor parte de los Tipo 30 fueron recalibrados para emplear el cartucho .303 British.[18]
- Finlandia: Algunos fueron empleados por el Ejército finlandés.[19]
- Imperio austrohúngaro: Capturó algunos fusiles en el Frente Oriental durante la Primera Guerra Mundial. Cuando su munición se agotó, algunos fueron modificados para emplear el cartucho 6,5 x 54 Mannlicher–Schönauer y posiblemente sus alzas fueron reemplazadas por modelos similares a las del Mannlicher M1895.[20]
- Indonesia (capturados a las fuerzas japonesas en la Segunda Guerra Mundial)
- Malasia (capturados a las fuerzas japonesas en la Segunda Guerra Mundial)
- Reino del Hiyaz: suministrados por la Royal Navy a Lawrence de Arabia para las fuerzas árabes durante la Rebelión árabe.[16]
- Reino Unido: Fue empleado por la Royal Navy debido a problemas de abastecimiento de fusiles en aquel entonces.[21]
- República de China: El Ejército de Fengtian empleó fusiles Tipo 30.[22] Algunos fueron comprados a la Unión Soviética.[23]
- Rusia: Suministrados por el Reino Unido como asistencia militar en la Primera Guerra Mundial y comprados a Japón.[5]